# Muchinga-gebergte

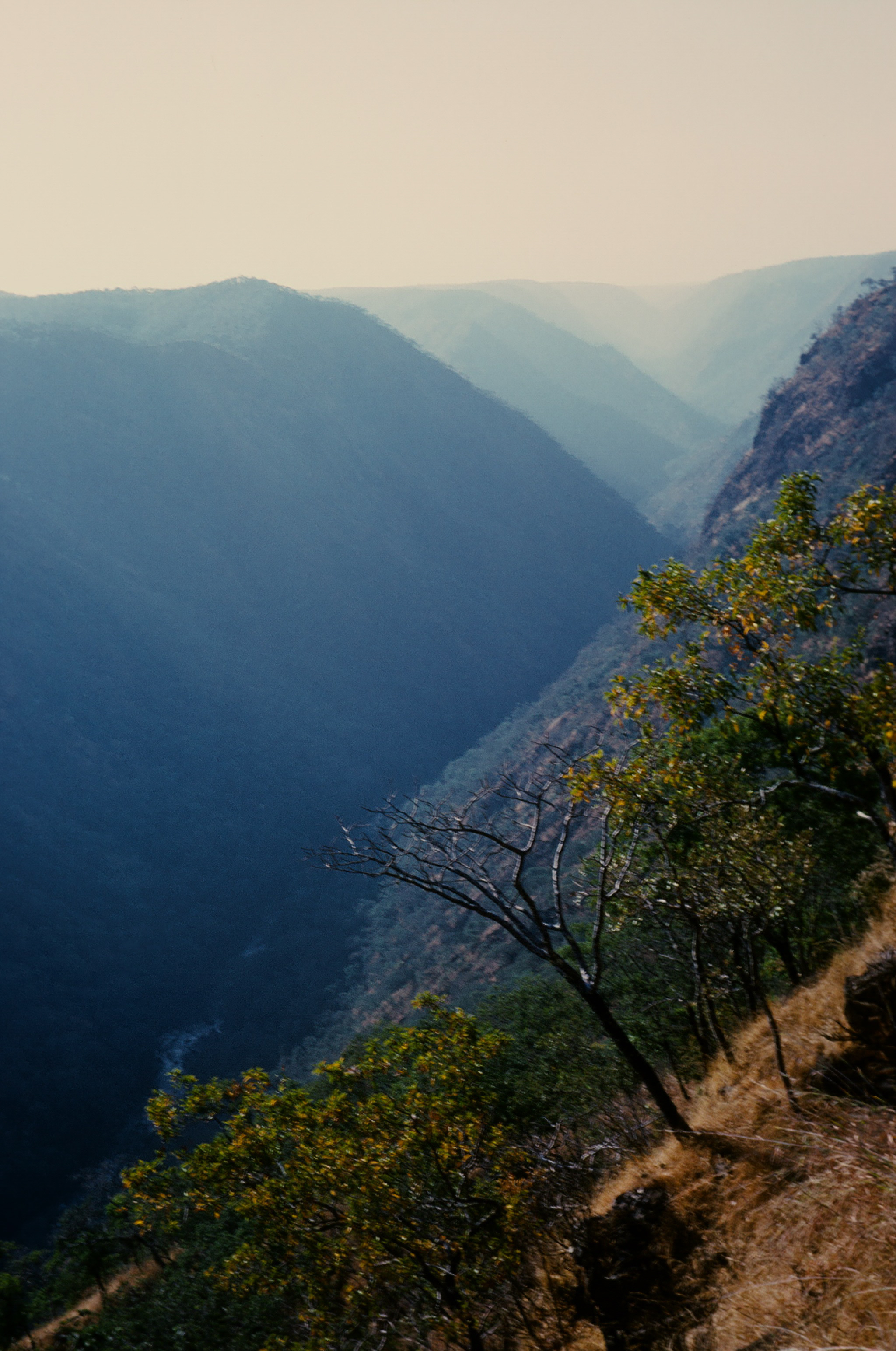
De rivier Lunsemfwa die door het Muchinga-gebergte stroomt.

Het Muchinga-gebergte is een smal gebergte dat zich bevindt in het oosten van Zambia, in de gelijknamige provincie Muchinga.  
De bergketen situeert zich ten zuidoosten van het Bangweulumeer en het hoogste punt heeft een hoogte van 1840 meter. Het maakt deel uit van de waterscheiding tussen de stroomgebieden van Kongo en de Zambezi. In het Muchinga-gebergte zelf stromen alleen kleine stroompjes en rivieren, die later uitmonden in de rivieren Chambeshi en de Luangwa.
Het South Luangwa National Park bevindt zich in het gebergte.